# Entwicklungsgeschichte des Segelschiffs

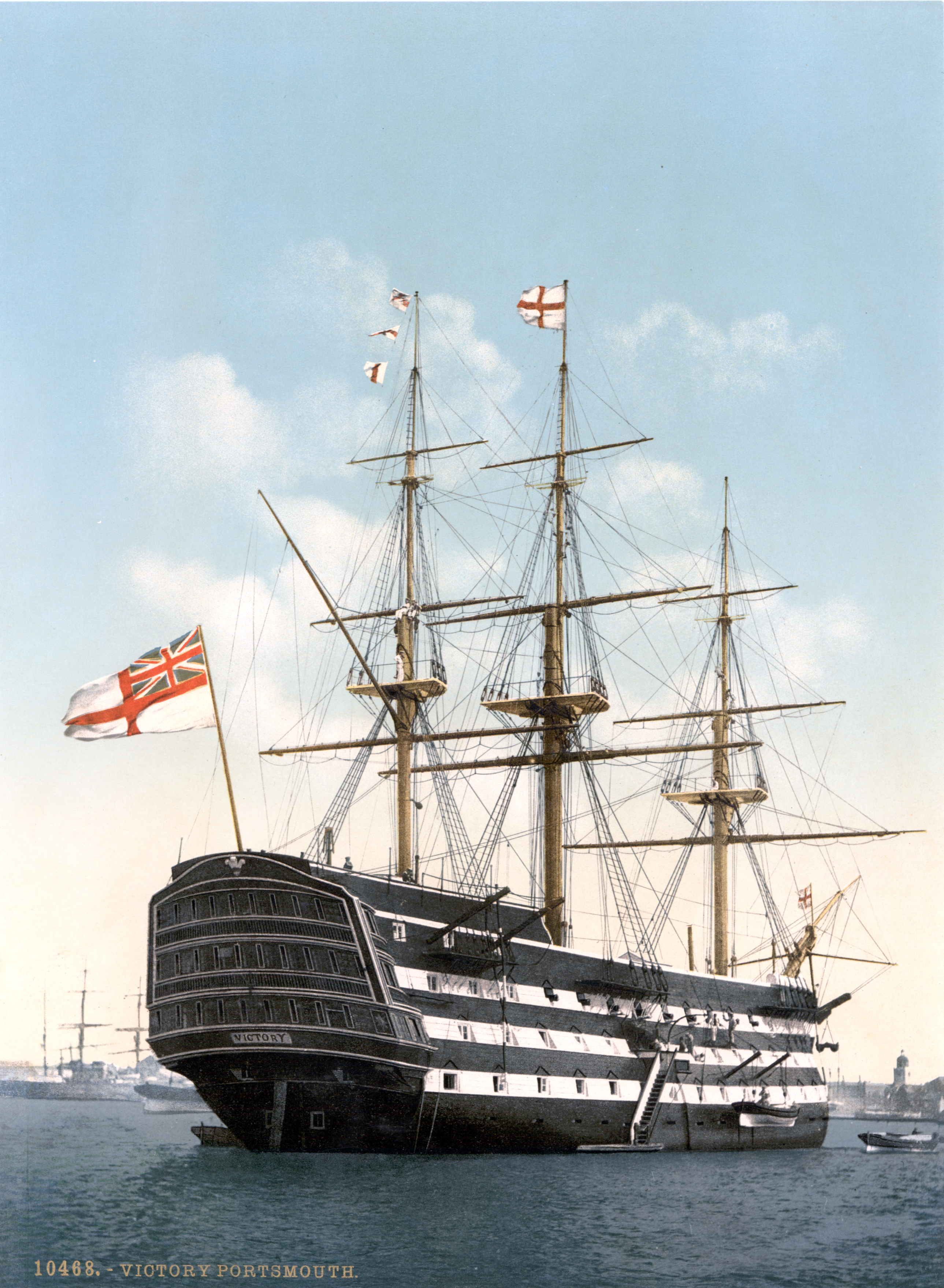
Linienschiff HMS Victory

Das europäische Segelschiff, das mit dem Windjammer als letzter Entwicklungsstufe endete, hat eine lange Entwicklungsgeschichte. Davon unabhängig entwickelten sich in Asien eigenständige Typen, von denen die chinesische Dschunke und die Dau des Indischen Ozeans die bekanntesten sind.

## Anfänge
Der älteste Nachweis eines Segels ist eine Felszeichnung in der nubischen Wüste, die um ca. 5000 v. Chr. entstand, und die Darstellung auf einer ägyptischen Totenurne aus Luxor.

Es gibt jedoch Thesen, dass bereits noch früher mit Schilfbooten über den Atlantik gesegelt wurde. Man versuchte, diese Thesen mit Methoden der experimentellen Archäologie zu belegen, so durch die Expeditionen Thor Heyerdahls oder die Abora-Expeditionen.

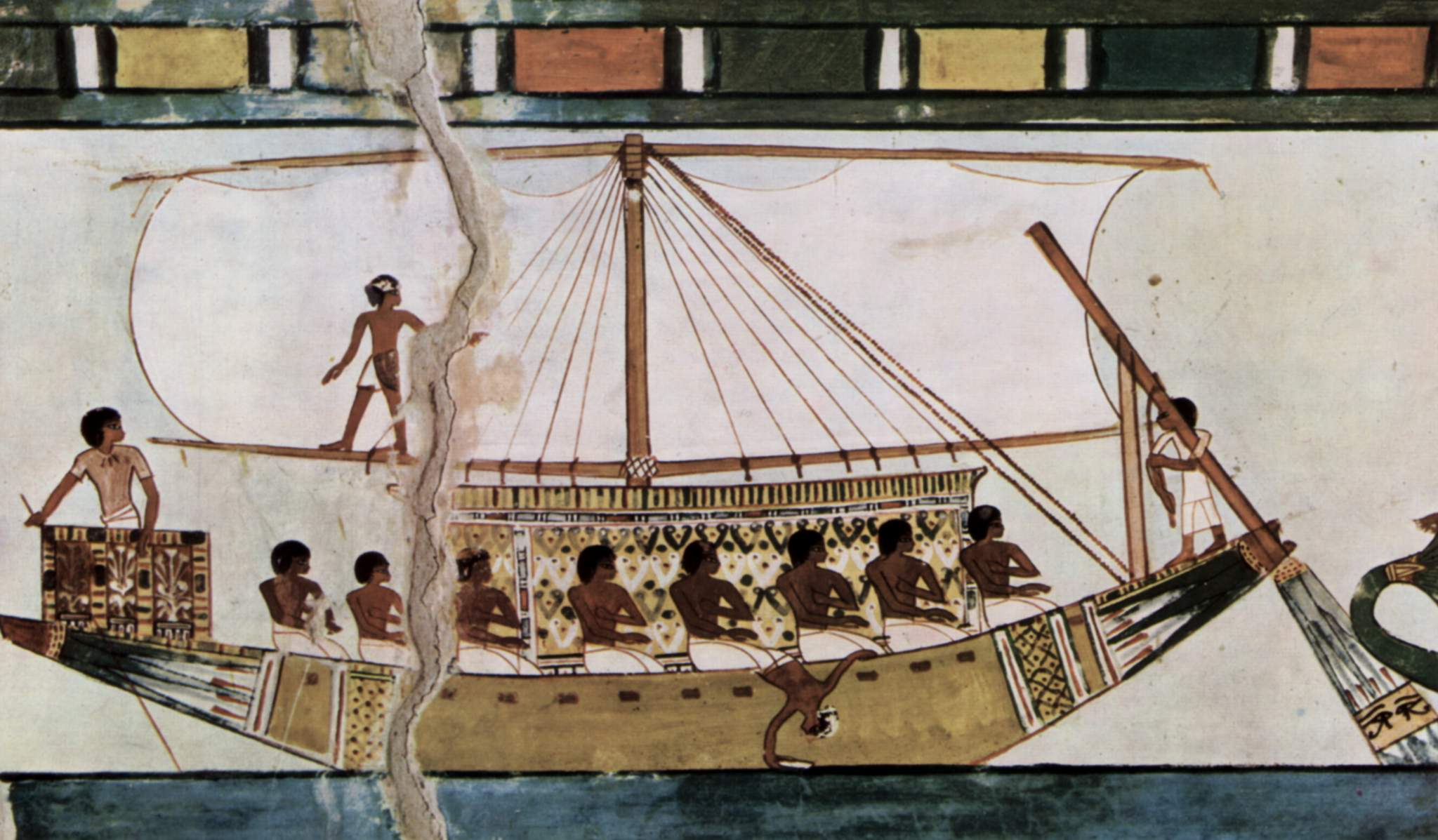
Ägyptisches Schiff (um 1422–1411 v. Chr.)

Funde von ägyptischen Schiffsmodellen reichen bis zu 3500 v. Chr. zurück, gebaut mit flachem Boden ohne Kiel – für Fahrten auf dem Nil vorteilhaft. Die Schiffe wurden gerudert, hatten aber auch schon ein rechteckiges Segel, das aber im Gegensatz zum heutigen Rahsegel an je einer Spiere oben und unten gefahren wurde (siehe Grabzeichnung). Ob auch bei den Expeditionen vom Roten Meer nach Ostafrika gesegelt wurde, ist nicht bekannt. Frühe ägyptische Schiffe wurden aus einheimischem Holz gebaut, das keine langen Stämme lieferte – so musste der Rumpf aus kurzen Stücken zusammengesetzt werden. Um ein Durchbiegen zu vermeiden, erhielt das Schiff eine über Deck laufende Verspannung aus Tauen. Erst mit dem Import von Zedernstämmen aus dem Libanon konnten stabile Rümpfe gebaut werden.

## Kielschiff
Neben dem Segel, das den Wind als Antriebskraft nutzbar macht, ist für ein effizient angetriebenes Segelschiff ein weiteres Element notwendig, der Kiel. Der Balkenkiel, der im Gegensatz zu einer Kielplanke eines flachbödigen Schiffes deutlich hervorragt, hat mehrere Vorteile:
- Er vergrößert den Lateralplan, der die seitliche Abdrift des Fahrzeugs vermindert. Dadurch kann auch eine Windkraft in Vortrieb umgesetzt werden, wenn die Windrichtung nicht mit der Fahrtrichtung übereinstimmt.
- Der Kielbalken bzw. das rumpfinnenseitige Kielschwein ist ein stabiler Fußpunkt für den Mast, sodass die wirkenden Gewichts- und Vortriebskräfte gut in den Rumpf eingeleitet werden können.

Die Erfindung des Kielschiffes, d. h. eine Rumpfbauweise mit Kiel, Querspanten und darauf befestigter Beplankung, wird den Phöniziern zugeschrieben. Sie konnten damit lange Zeit ihre Vorherrschaft im Mittelmeer behaupten. Ein Segelschiff, das nicht nur in Windrichtung segeln kann, benötigt keine große Rudermannschaft und kann so weite Strecken zurücklegen, ohne dass es auf dauernde Versorgung mit Lebensmitteln und Wasser angewiesen ist. Die Etrusker und vor allem die Griechen übernahmen phönizische Schiffbautechnik und entwickelten daraus die bekannte attische Triere. Diese Schiffe waren zwar primär Ruderschiffe, hatten aber zur Unterstützung zusätzlich ein bis zwei Rahsegel an eigenen Masten.

## Römische Schiffe
Parallel zur langen Vorherrschaft des Römischen Reiches dominierten die Römischen Schiffstypen, die auf Vorbilder der gegnerischen Phönizischen Stadt Karthago zurückgehen. Neben der Enterbrücke für den Seekrieg gab es jedoch keinerlei grundlegende Neuerungen. Die Schiffe waren langgezogene Kielschiffe mit Kraweelbeplankung, das unter Wasser mit geteerter Wolle belegt, die mit Bleiblech an Kupfernägeln befestigt waren. Sie hatten eine große Anzahl an Ruderplätzen, deren Anzahl und Anordnung für die unterschiedlichen Typen namensgebend waren. Am Heck wurden beiderseits Seitenruder gefahren. Die Besegelung bestand aus einem senkrechten Mast in Schiffsmitte mit einem Rahsegel und häufig einem zweiten, nach vorne geneigten Mast, der ein weiteres Rahsegel über dem Bug trug. Die Schiffe erreichten eine beachtliche Größe, so waren die Nemi-Schiffe um 30 v. Chr. 71,5 bzw. 73 Meter lang. Das hohe Heck deutet darauf hin, dass sie nur vor dem Wind gesegelt wurden.

## Arabische Dau

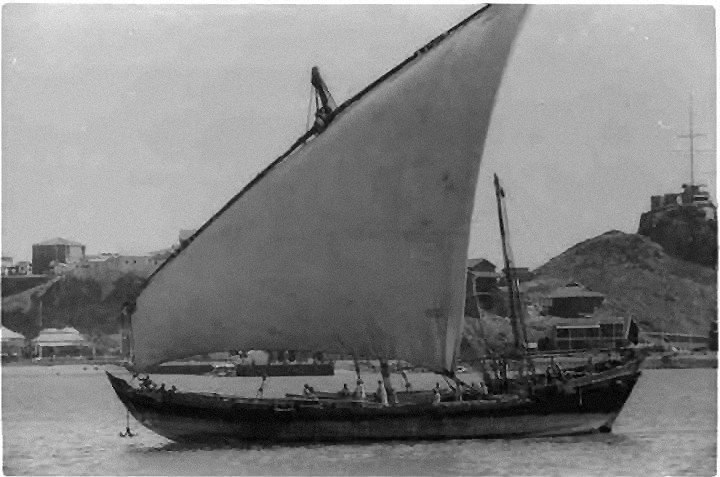
Dau mit dem typischen Settiesegel

In den arabischen Ländern, insbesondere den Seegebieten um die arabische Halbinsel, den Indischen Ozean von Ostafrika bis nach China und im Mittelmeer dominierte ein Segelschiffstyp, der allgemein als Dau bezeichnet wird. Darunter fällt eine große Anzahl von speziellen Typen und Größen, die einen langen Vorsteven, der schräg aus dem Kiel hervorgeht, als gemeinsames Merkmal besitzen. Die Besegelung besteht aus dem Settiesegel, einem Segel in der Form eines asymmetrischen Trapezes, oder dem daraus entwickelten Lateinersegel. Der Ursprung der Dau wird in Indien vermutet; sie breitete sich mit der arabischen Expansion im Mittelmeer aus und ersetzte die römischen Schiffstypen im islamischen Herrschaftsgebiet.

## Europäisches Mittelalter
Im Mittelalter gab es in Europa zwei getrennte Entwicklungslinien des Schiffbaus. Die eine Linie herrschte im Mittelmeer vor und wird deshalb als mediterrane Linie bezeichnet. Die West- oder Nordeuropäische Linie entwickelte sich am Atlantik sowie an Nord- und Ostsee.

### Mediterrane Entwicklungslinie

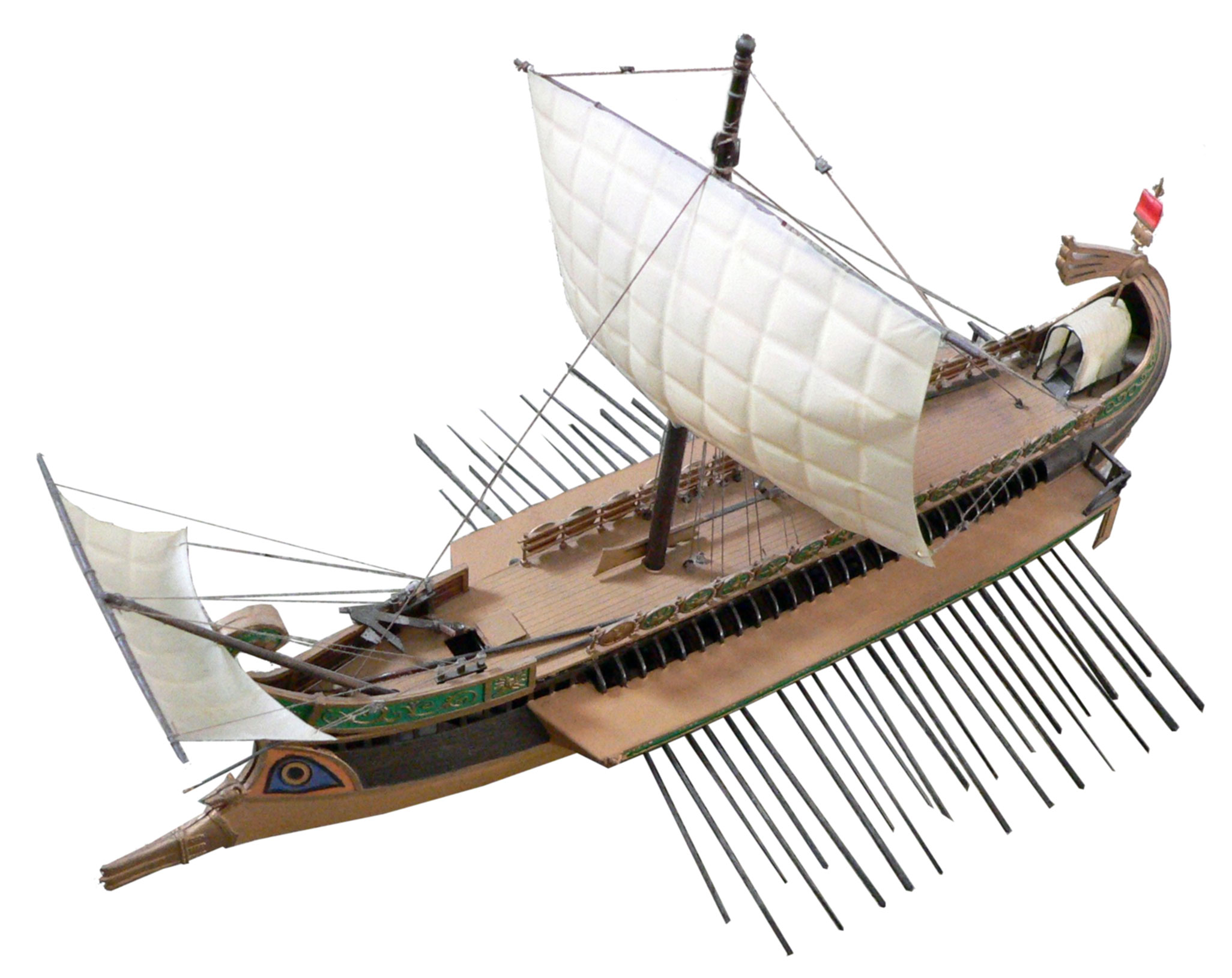
Römische Bireme

Die mediterrane Linie setzte die römische Tradition fort, wobei eine Vermischung mit der Dau im Mittelmeer stattfand. Typisch für das Mittelmeer waren geruderte Schiffe in verschiedenen Größen, die alle sehr lang und schlank waren und einen geringen Freibord hatten. Diese Bauweise hatte technische Gründe: es mussten nämlich viele Ruderer untergebracht werden. Die geruderten Schiffe hatten einen hohen Personalbedarf und konnten wegen deren Verpflegung mit Wasser und Lebensmitteln nicht sehr lange unabhängig operieren. Diese Schiffe waren daher bevorzugte Kriegsschiffe. Die Ruderschiffe hatten auch ein oder zwei Schiffsmasten mit Segel als Hilfsantrieb.
Für den Handel gab es im Mittelmeer auch reine Segelschiffe, die viel bauchiger konstruiert waren und damit mehr Platz für Fracht boten. Diese Schiffe waren wirtschaftlicher im Betrieb und konnten wegen ihrer Form auch die Küstenbereiche des Atlantiks befahren. Im Mittelmeer löste das dreieckige Lateinersegel im 5.–6. Jahrhundert n. Chr. das bis dahin vorherrschende trapezförmige Rahsegel ab. Es erlaubte, höher am Wind zu segeln, wodurch das Kreuzen vereinfacht und die Gesamtfahrzeit erheblich verkürzt wurde. Einer neueren Theorie zufolge besaß das Lateinsegel allerdings gar keine Leistungsvorteile; ausschlaggebend seien vielmehr seine geringeren Kosten bei Bau und Unterhalt gewesen, die in der kontrahierenden spätantiken Wirtschaftssituation den allgemeinen Wechsel der Takelage attraktiv machten.
Diese Lateinersegel wurden an bis zwei, später auch drei Masten gefahren. Über das genaue Aussehen und die Bauweise der Schiffe ist wenig bekannt, da es bisher keine aussagekräftigen archäologischen Funde gibt. Bekannt ist, dass die Schiffbauer des Mittelmeeres Kraweelbeplankung verwendeten, die bereits in der Antike üblich war. Die Karavelle war in ihrer ursprünglichen Form ein mehrmastiges Segelschiff mit Lateinertakelung.

### Nordeuropäische Entwicklungslinie

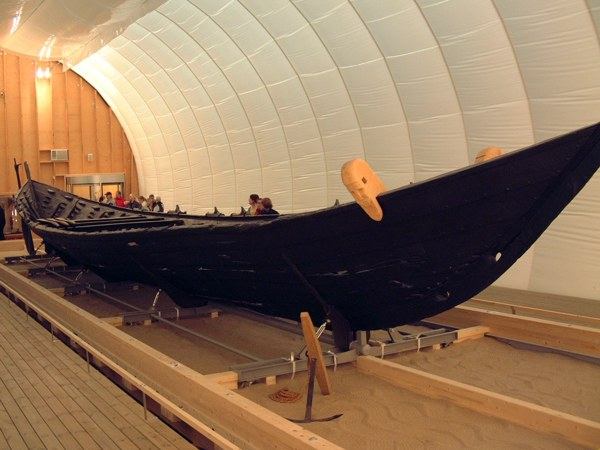
Nydam-Schiff

Erste Informationen über die Schiffe in Nordeuropa stammen aus römischen Reiseberichten über Germanien. Diese Berichte beschreiben ein Boot, das dem heute als Nydam-Schiff bekannt gewordenen Fund aus dem 4. Jahrhundert glich. Typisch für den Norden war das symmetrische Boot bzw. Doppelender (Schiff, Bug und Heck waren gleich gebaut) und die Klinkerbeplankung, die nur schwache Spanten benötigte, welche mit den Planken durch Schnüre verbunden waren. Es hatte noch kein Segel und auch keinen Kiel, war also ein Flachboot mit einer breiten Kielplanke.
Die Wikinger entwickelten diesen Typ zu ihren Langschiffen weiter, die ebenfalls noch gerudert wurden, aber auch erstmals ein Segel trugen. Der Bug und das nahezu gleich gebaute Heck wurden stark hochgezogen. Die Planken waren untereinander fest verbunden und mit den Spanten nur verschnürt. Damit war der Rumpf sehr elastisch und passte sich in gewissem Maß den Wellen an. Das Langschiff hatte einen militärischen Zweck und erreichte unter Rudern eine beachtliche Geschwindigkeit, die laut zeitgenössischen Berichten höher war als die eines berittenen Boten.
Neben den Langschiffen bauten die Wikinger bauchigere Handelsschiffe, die Knorr genannt wurden. Dieser Typ war für weite Reisen nach Island, Grönland und Neufundland geeignet. Die Wikinger verwendeten ein einziges Rahsegel an einem mittig aufgestellten Mast. Der Mast erhielt im Laufe der Zeit einen Mars (Gefechtsmars) genannten Mastkorb, der einen Ausguck und einige Bogenschützen aufnehmen konnte. In Skandinavien wird der Mars um 1150 in Snorri Sturlusons Heimskringla erwähnt.

#### Schiffsfunde der Wikinger
Die Schiffe der Wikinger sind durch archäologische Funde recht gut dokumentiert. Beginnend mit dem Gokstad- und Osebergschiff, die beide als Grabstätten dienten, über den Schiffsfriedhof von Skuldelev aus der Mitte des 11. Jahrhunderts gibt es viele Belege, die die verschiedenen Typen und die Entwicklung dokumentieren.
Siehe hierzu auch: Geschichte des Wikingerschiffbaus

#### Schiffe der Hansezeit

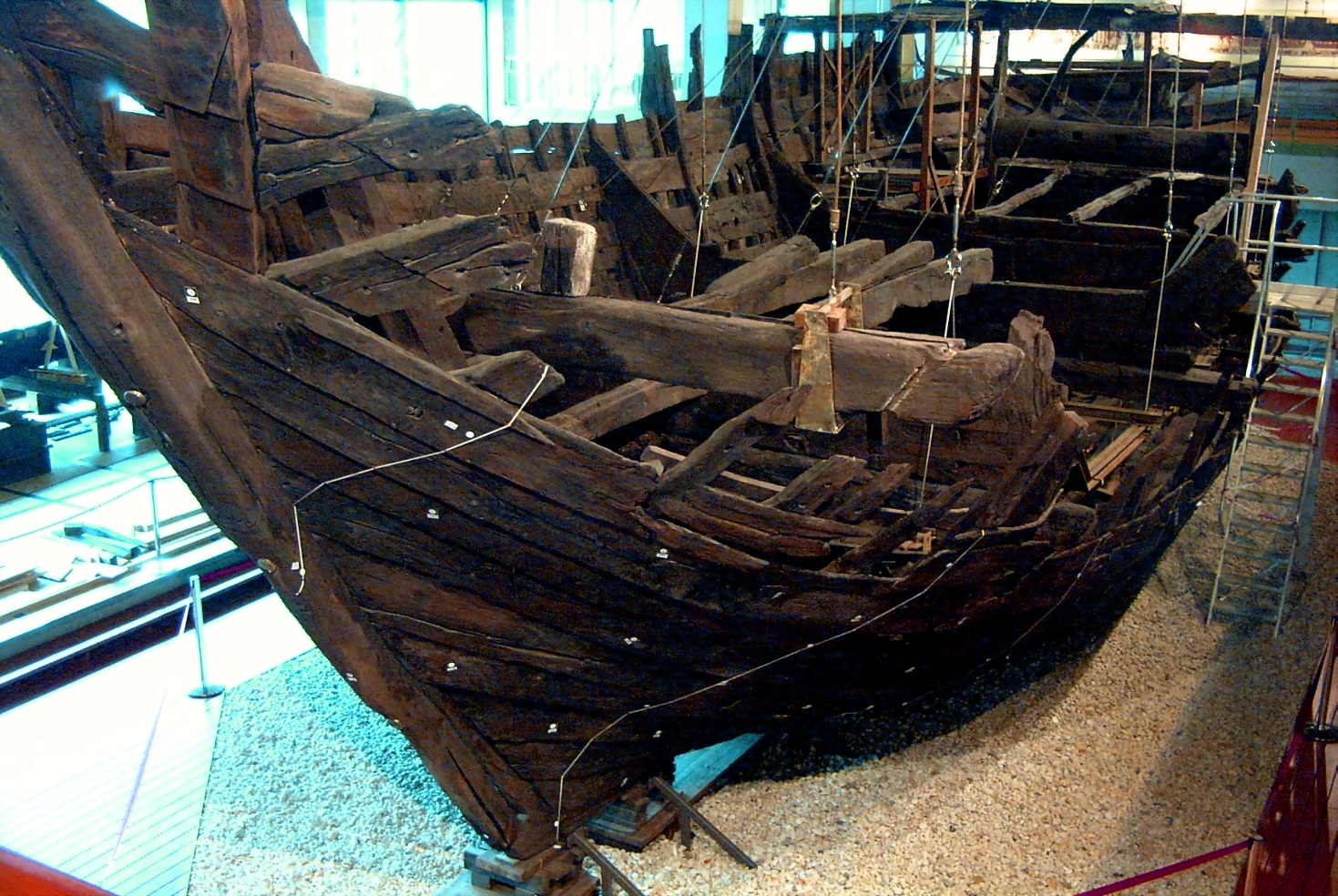
Die Bremer Kogge von 1380 im DSM Bremerhaven

Im späten Mittelalter tauchte ein neuer Typ eines großen Handelsschiffes auf, die Kogge, die als Hansekogge zum bekanntesten Schiff der Hansekaufleute wurde. Bis zum Fund der Bremer Kogge im Jahr 1962 gab es davon nur Abbildungen, z. B. auf Stadtsiegeln und Beschreibungen. Die Kogge weicht mit ihrer fülligen Form, den hohen Seitenwänden und dem geraden Vorder- und Achter-Steven deutlich von den Schiffen der Wikinger ab. Zudem hat es als erstes bekanntes Schiff ein Heckruder in der Schiffsmitte, das über Scharniere am Achtersteven befestigt war. Nach der herrschenden Meinung ist die Kogge aus der Verschmelzung plattbödiger Schiffe aus dem Niederrhein- und Wattgebiet mit den Handelsschiffen der Wikinger hervorgegangen.
Neben der Kogge gab es in dieser Zeit weitere Schiffe, darunter waren
- die Schnigge, ein kleines Schiff, das schon die Wikinger kannten,
- der Kraier, ein seetüchtiges flaches Schiff, und
- der Holk, ein rundliches Schiff ohne Kiel und mit glattem Boden, das bis ins 15. Jahrhundert kleiner als die Kogge war.

Alle diese Schiffe hatten ein einziges Rahsegel, dessen Rah zum Setzen des Segels am Mast hochgezogen wurde. Zur Vergrößerung konnten unten am Rahsegel weitere Stücke, sogenannte Bonnets angeheftet und die Rah weiter angehoben werden.

### Verschmelzung der Entwicklungslinien
Gegen Ende des Mittelalters kam es ab 1300 zur Verschmelzung der beiden Linien des Schiffbaus. Kaufleute und Piraten aus dem Norden drangen in das Mittelmeer vor, und umgekehrt kamen Kaufleute von der iberischen Halbinsel nach Norden. Die Schiffbauer übernahmen jeweils von den fremden Schiffen, die in ihre Häfen kamen, auffällige Merkmale, die besondere Vorteile hatten, in ihre eigenen Neubauten. Damit näherten sich die Grundkonzepte der Schiffe an. Wenige sichtbare Details und Handwerkstechniken blieben dagegen in der lokalen Tradition erhalten, wodurch die Schiffe eindeutig in der Herkunft identifiziert werden konnten.
Besonders auffällige Merkmale waren die Segel, das Heckruder und die Beplankung. Die Bremer Kogge von 1380 war bereits am Boden kraweelbeplankt, und der Nachfolgetyp der Hansekogge, der Kraweel, wurde sogar nach der neuen Art der Beplankung benannt. Die mediterranen Schiffbauer übernahmen das Heckruder, das ihnen vorher nicht bekannt gewesen war.
Besonders auffällig war aber die Vermischung der Takelung und deren Weiterentwicklung. Nachdem das Lateinersegel im Mittelmeer das Rahsegel wegen vieler Vorteile verdrängt hatte, wurde es später wiederentdeckt und von den Schiffen des Nordens übernommen, weil mit zunehmender Größe des Schiffes und des Segels die Rute sehr lang und unhandlich wurde. An einer waagerechten Rah konnte bei gleicher Länge ein viel größeres Segel gefahren werden. Ebenfalls aus dem Norden übernommen wurden die Webleinen, mit denen die Wanten zu einer Art Strickleiter verbunden wurden.
Darüber hinaus entstand die gemischte Betakelung, die von da an für Jahrhunderte vorherrschte. Im Mittelmeer gab es schon länger mehrmastige Segelschiffe mit Lateinertakelung. Aber mit zwei Rahsegeln war ein Schiff schlecht auf Kurs zu halten. Ein dritter Mast mit einem Lateinersegel behob das Problem, da sich das hinterste Segel in dieser Form gut zur Unterstützung des Ruders eignete. Damit war die im Norden und Süden gebräuchliche Takelung gefunden:
- ein kleines Rahsegel am vorderen Fockmast
- ein großes Rahsegel am mittleren Großmast
- ein Lateinersegel am achteren Besanmast

Das Segel am Großmast leistete den größten Anteil zum Vortrieb, die beiden anderen dienten eher dazu, das Schiff auf Kurs zu halten und zu trimmen.
Diese Takelung gilt für verschiedene Schiffstypen:

#### Holk

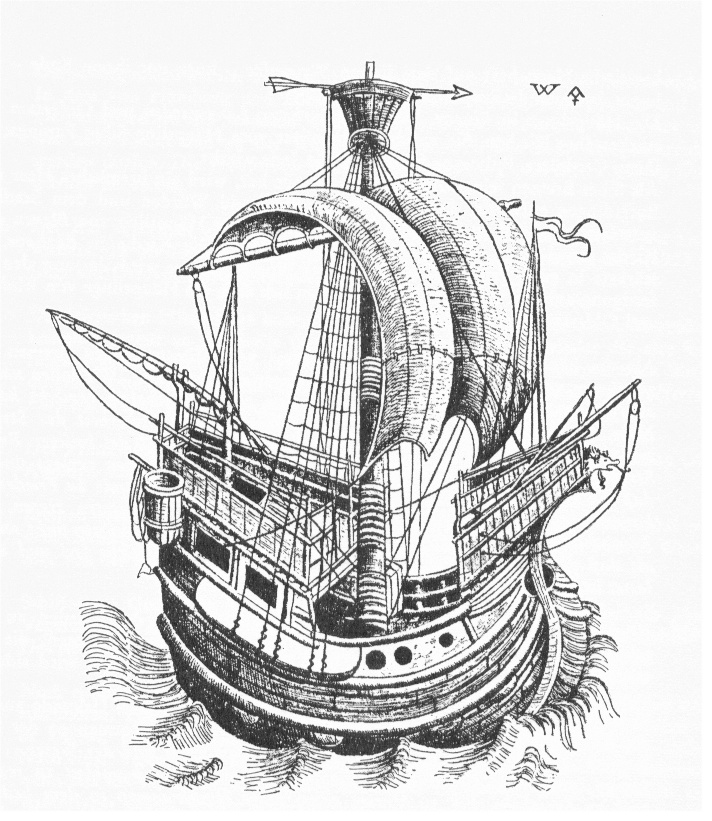
Hanse-Schiff aus dem 15. Jh. nach einem Kupferstich von Israel Meckenem

Der vergrößerte, dreimastige Holk war eine Vermischung der alten, einmastigen Holk und der Kogge. Das Schiff erhielt einen ausgeprägten Kiel, gemischte Kraweel- und Klinkerbeplankung und rundliche Formen. Durch Übergang auf reine Kraweelbeplankung und der dadurch mögliche Größenzuwachs wurde daraus gegen Ende des 15. Jahrhunderts der Kraweel. Diese Bauweise war zwar schwerer, hatte aber den Vorteil, dass sie prinzipiell keine Beschränkungen in der Größe des Schiffes auferlegte, da Planken auch der Länge nach problemlos auf einem Spant gestoßen werden konnten. Die Klinkerbeplankung verursachte bei zunehmender Größe Probleme bei der Abdichtung des Rumpfes.

#### Nao
Auf der iberischen Halbinsel erhielt die Nao eine vergleichbare Takelung. Von dieser Nao ist ein zeitgenössisches Modell, die sogenannte Katalanische Nao erhalten geblieben. Das Modell etwa im Maßstab 1:24, ein Weihegeschenk für eine Kirche, wird auf das Jahr 1450 datiert und gibt einen recht realistischen Eindruck von der damaligen Bauweise. Es ist heute im Prins-Hendrik-Schiffahrtsmuseum in Rotterdam ausgestellt. Das Schiff hat ein Längen-Breiten-Verhältnis von 2,5:1 und ist sehr rund mit langem Quarterdeck, das bis in die Mitte reicht. Markant ist auch der dreieckige Aufbau auf dem Bug. Die Form des Schiffes deckt sich mit zeitgenössischen Zeichnungen.
Das berühmte Schiff des Christoph Kolumbus, die Santa Maria wird allgemein als Karacke eingestuft, während Kolumbus sie selbst als Nao bezeichnet.

#### Karavelle mit Rahsegeln
Die Karavelle, die ursprünglich ein Schiff mit Lateinertakelung war, wurde nun ebenfalls mit gemischter Besegelung gebaut und als caravela redonda bzw. Quersegelkaravelle bezeichnet. Sie trug an den ersten beiden Masten Rahsegel, am dritten und am teilweise zusätzlich vorhandenen vierten Mast Lateinersegel. Die Abgrenzung zur Nao ist nicht eindeutig, vermutlich bezeichnete man damit kleinere Schiffe.

## Dschunke in China

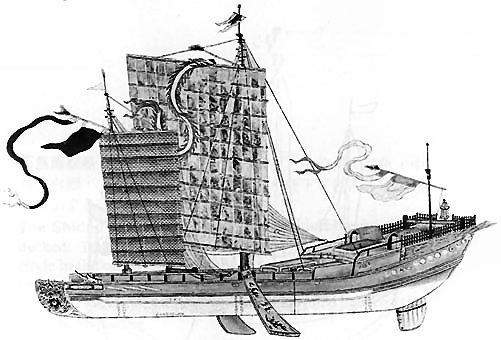
Dschunke zur Zeit der Qing-Dynastie, 18. Jh.

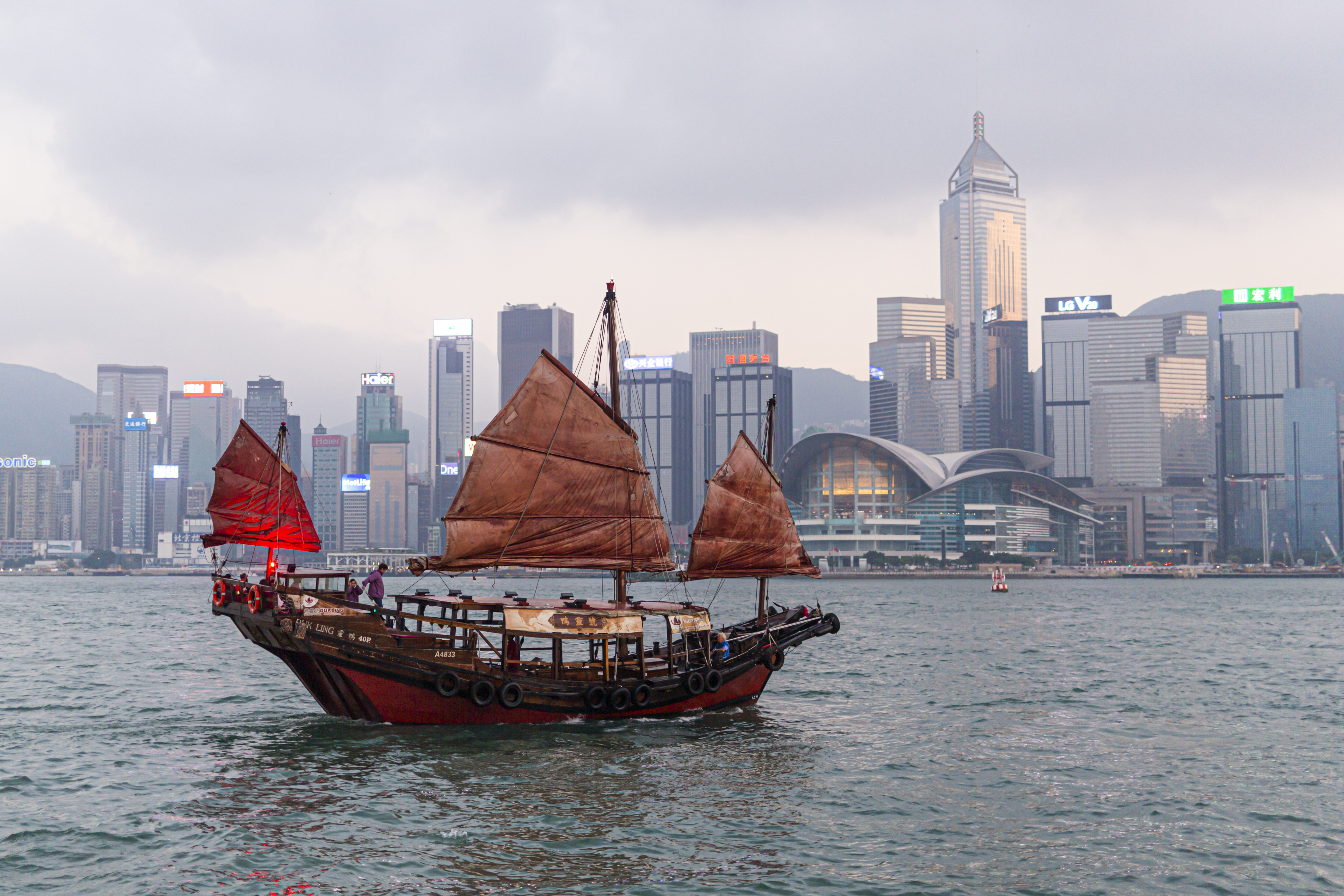
Dschunke in Hong Kong

Eine völlig selbständige Entwicklungslinie entstand in China mit den Dschunken, die wesentliche Unterschiede zu europäischen Schiffen aufweist. Besonders markant sind der kastenförmige Rumpf mit flachem, kiellosem Boden und nahezu senkrechten Seitenwänden, die eine Klinkerbeplankung trugen, allerdings von oben nach unten beplankt (also genau umgekehrt als die nordeuropäische Entwicklungslinie). Der zweite große Unterschied liegt in der Besegelung: Die Segel werden nicht nur an einer oder zwei Spieren befestigt, sondern durch viele Segellatten gespreizt und am Mast befestigt. Die kurzen Pfahlmasten einer Dschunke können auch asymmetrisch, d. h. neben der Mittellinie, aufgestellt werden und sind üblicherweise nicht durch Wanten und Stage verspannt, sodass die Segel rundum geschwenkt werden können. Ältere Dschunken verwendeten rechteckige Segel ähnlich den europäischen Rahsegeln, modernere dagegen asymmetrische, ähnlich den Luggersegeln, aber mit Segellatten.
Die Dschunke war in Größe und Sicherheit den zeitgenössischen europäischen Schiffen deutlich überlegen, so z. B. durch Aufteilung des Rumpfes in mehrere wasserdichte Segmente durch Schotten, außerdem wurde von neunmastigen Schiffen berichtet. Die größten Dschunken waren die sogenannten Schatzschiffe des Admirals Zheng He im frühen 15. Jahrhundert.
Jedoch wurde die Dschunke technisch seit 400 Jahren nicht mehr wesentlich weiterentwickelt, als die Kosten für die große staatliche Flotte nicht mehr opportun waren. Eine wechselseitige Beeinflussung der Dschunke und des europäischen Segelschiffs lässt sich nicht feststellen. Obwohl die Dschunke auf europäische Seefahrer plump und primitiv wirkte, war sie relativ schnell und sehr einfach zu bedienen.

## Neuzeit
Die Nao bzw. Karavelle ist das typische Entdeckerschiff, mit denen die Portugiesen den Seeweg nach Indien um Afrika herum erkundeten und die ersten Fahrten nach Amerika unternommen wurden. Gleichzeitig bedeuteten diese Entdeckungen in der Wende vom Mittelalter zur Neuzeit eine Verlagerung der Handelsströme. Während im späten Mittelalter der Handel im Mittelmeer bzw. entlang den Atlantikküste bis in die Ostsee und Norwegen blühte, wurden diese Gebiete zu Nebenschauplätzen, als der Handel mit den neuen Kolonien entstand.

### 16. bis 18. Jahrhundert

#### Karacke
Die Karacke ist eine Weiterentwicklung aus Nao und Kraweel. Sie diente vor allem als Kriegsschiff und für den Seetransport in die Kolonien. Mit diesem Typ wurden die Schiffe zunehmend größer. Die Takelage wurde um die Marsstenge erweitert. Oberhalb des Mastkorbes wurde am Mast eine weitere Spiere, Stenge genannt, zur Verlängerung befestigt, die als weiteres Rahsegel das Marssegel trug. Zunächst auf dem Großmast eingeführt, erhielt auch bald der Fockmast eine Marsstenge. Dazu wurde der Bugspriet, eine über den Bug reichende schräge Spiere, eingeführt, der als weiteres Rahsegel die Blinde trug, die vor dem Bug dicht über dem Wasser lag. Am Heck erhielt die Karacke einen vierten Mast mit einem weiteren Lateinsegel, den Bonaventura-Besanmast.
Der Schiffsrumpf hatte noch die hochgezogenen Formen der Nao mit hohem Vorderkastell, das über den Bug hinausragte, und Achterkastell, die aber jeweils mehrere Decks hoch waren.

#### Galeone

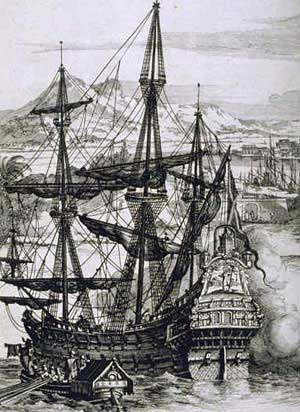
Spanische Galeone des 16. Jahrhunderts

Die Galeone ist die nachfolgende Weiterentwicklung, die für Jahrhunderte das dominierende Schiff wurde und hauptsächlich als Kriegsschiff diente. Sie wurde von den Portugiesen entwickelt und 1535 erstmals erwähnt. Die Galeone ist schlanker gebaut, mit einem Längen-Breiten-Verhältnis von 3:1 bis 4:1, und hat niedrigere Aufbauten an Bug und Heck. Der auffälligste Unterschied ist die Form des Bugs, der bei der Galeone ziemlich flach ausfällt. Der vordere Aufbau, die Back, endet vor dem Bug in einer geraden Wand. Davor befindet sich das sogenannte Galion, ein offener Vorbau, der gerne aufwendig geschmückt wurde.
Große Galeonen erhielten schon bald eine zweite Stenge, die Bramstenge, an der das Bramsegel an Fock- und Großmast gefahren wurde. Dagegen verschwand der vierte Mast wieder, und am dritten Mast wurde ein Marssegel eingeführt. Als weitere Veränderung kam der Bugsprietmast. Auf das vordere Ende des Bugspriets kam ein kleiner senkrechter Mast mit einem weiteren Rahsegel. Eine weitere Vergrößerung der Segelfläche waren die Leesegel, mit denen man die Rahsegel seitlich verbreiterte. Dazu erhielten die Rahen beidseitig ausschiebbare Spieren, an denen diese Segel bei leichtem Wind zusätzlich gesetzt werden konnten.

#### Fleute
Neben der Galeone als Kriegsschiff oder königliches Schatzschiff taucht im 17. Jahrhundert im zivilen Seehandel von den Niederlanden aus die Fleute auf. dieser Typ war ein schlichteres Frachtschiff mit vergleichsweise langgestrecktem Rumpf (Verhältnis 4:1) und sehr runden Formen an Bug und Heck ohne hohe Aufbauten. Die Takelung war abhängig von der Größe und entsprach denen der Galeonen. Kleinere Fleuten fuhren die Blinde, Unter- und Marssegel an Fock- und Großmast sowie ein Lateinersegel am Besanmast.

#### Pinasse
Die Pinasse war wie die Fleute ein Handelsschiff, das parallel zu diesem Typ verwendet wurde, aber anders geformt war. Die Pinasse hatte ein Spiegelheck und somit weniger stark gekrümmte Planken. Dies war für Reisen in tropischen Regionen vorteilhaft, weil stark gebogene Hölzer in der Hitze reißen konnten. Die Takelung der späten Pinassen ist mit der der Fleuten vergleichbar.

#### Linienschiff
Die Galeone wurde allmählich zum großen Linienschiff weiterentwickelt, das drei durchgängige Batteriedecks hatte. Die Grundform mit dem niedrig angesetzten Bug und dem schlanken, hohe Heck blieben erhalten. Die Back wurde mit hohen Bordwänden mit der Poop verbunden, sodass sich ein hoher durchgängiger Rumpf ergab. Typisch waren die stark nach innen gezogenen Bordwände. Damit sollte das Gewicht der Kanonen in den oberen Decks näher an die Schiffsmitte verlagert und die Stabilität verbessert werden. Außerdem waren die Schiffe damit schwieriger zu entern. Der Name Linienschiff, der den Begriff Galeone verdrängte, leitete sich von der Taktik ab: Die Schiffe wurden in Kiellinie aufgestellt, sodass sie die Wirkung ihrer Kanonen am besten entfalten konnten. Das Linienschiff ist damit eine schwerfällige schwimmende Batterie geworden.

#### Fregatte
Neben den trägen Linienschiffen entstand der Bedarf nach kleineren und schnelleren Kriegsschiffen, zum Zwecke der Erkundung und Nachrichtenübermittlung, das Fregatte genannt wurde. Die Fregatte hatte ursprünglich nur ein Batteriedeck, im Laufe der Zeit wuchs aber der Typ und hatte später zwei Batteriedecks. Auf der Fregatte entwickelte sich der Übergang zur Vollschiff-Takelung. Zunächst reduzierte man die Segelfläche des Lateinersegels am Besanmast, indem das dreieckige Stück vor dem Mast entfiel. Dann ließ man das überflüssig gewordene Teil der Rute weg und lagerte die Spiere mit einer Astgabel am Besanmast, das ihr den Namen Gaffel gab, das sich von der Gabel herleitete. Eine weitere Spiere, der Besanbaum, an dem das Segel unten angeschlagen war, ergab die heute noch übliche Form des Gaffelsegels, das beim Rahsegler Besansegel heißt. Damit war der Platz vor dem dritten Mast für ein weiteres Segel frei geworden, das Kreuzsegel. Der Mast wurde dann Kreuzmast genannt. Das Vollschiff heißt in anderen Sprachen auch Fregatte, unabhängig von der Funktion als Kriegsschiff. Diese Takelung wurde später auch auf anderen Schiffen eingeführt.
Als die ursprünglich kleine Fregatte zum großen Zweidecker gewachsen war, entstand das ursprünglich kleine Schiff wieder neu als Korvette, ein Schiff mit einem Batteriedeck.
In den Vereinigten Staaten wurden 1794 sehr große Fregatten als Mischtyp zwischen Linienschiff und Fregatte konstruiert, die 44 Kanonen trugen und sich als sehr erfolgreich erwiesen. Das Schiff sollte gegnerischen Fregatten überlegen sein, aber deren besseren Segeleigenschaften erhalten. Eines dieser Schiffe, die 1797 gebaute Constitution, ist bis heute erhalten geblieben.

### 19. und Anfang des 20. Jahrhunderts

#### Klipper
Der Klipper wurde in den Vereinigten Staaten zur Mitte des 19. Jahrhunderts entwickelt und hatte seine Vorläufer in den sogenannten Baltimoreklippern. Dies waren kleine Postfrachter, die im Unabhängigkeitskrieg wegen ihrer hohen Geschwindigkeit als Blockadebrecher dienten. Die 1845 gebaute Rainbow gilt als erster „echter“ Klipper.
Mit dem Klipper vollzog sich ein deutlicher Wandel im Schiffbau. Geschwindigkeit wurde für einige Jahrzehnte oberstes Konstruktionsziel. Es kamen schlanke und stromlinienförmige Schiffsrümpfe mit dem scharfen und nach innen gekrümmten Klipperbug (Sichelbug) in Gebrauch, der auch den Schiffen den Namen gegeben haben soll (von „clipping the waves“ = die Wellen schneiden). Eine andere Ableitung ist von „to clip“ = sich schnell bewegen. Klipper waren meist als Vollschiff getakelt, mit Leesegeln und sehr hohem Großmast. Fock- und Kreuzmast waren meist deutlich kleiner.
Die Schiffe wurden zunächst noch ganz aus Holz gebaut und wegen des Rekordstrebens am Limit gesegelt, sodass die Lebensdauer nicht sehr hoch war. Die Briten ersetzten bei ihren Klippern das rar gewordene Krummholz teilweise durch Eisen und führten so die Komposit-Bauweise ein: Innenstrukturen aus Eisen mit traditioneller Holzbeplankung, die gegen Bewuchs mit Kupferblech beschlagen war. Das führte zu dauerhafteren Schiffen, wie dem einzigen erhalten gebliebenen Klipper, der Cutty Sark, die in Greenwich zu besichtigen ist. Das stehende Gut wurde erstmals auch aus Stahlseilen gebaut. Die Bauweise der Klipper aus Holz wurde durch die sogenannten Down Easter an der Ostküste der USA fortgesetzt, allerdings mit weniger scharfen Linien, die den Windjammern ähnlich waren.

#### Schoner
Der Schoner, ursprünglich ein kleineres zweimastiges Segelschiff wurde etwa um 1880 in den USA als Frachtsegler für die Küstenschifffahrt entwickelt. Der Schoner trägt keine oder nur sehr wenige Rahsegel, dafür aber Schratsegel an mehreren Masten. Der größte Schoner hatte sieben Masten mit Gaffelsegel. Diese Takelung kam mit sehr wenig Personal aus und konnte besser am Wind segeln, was im Küstenverkehr wichtig ist.

#### Windjammer

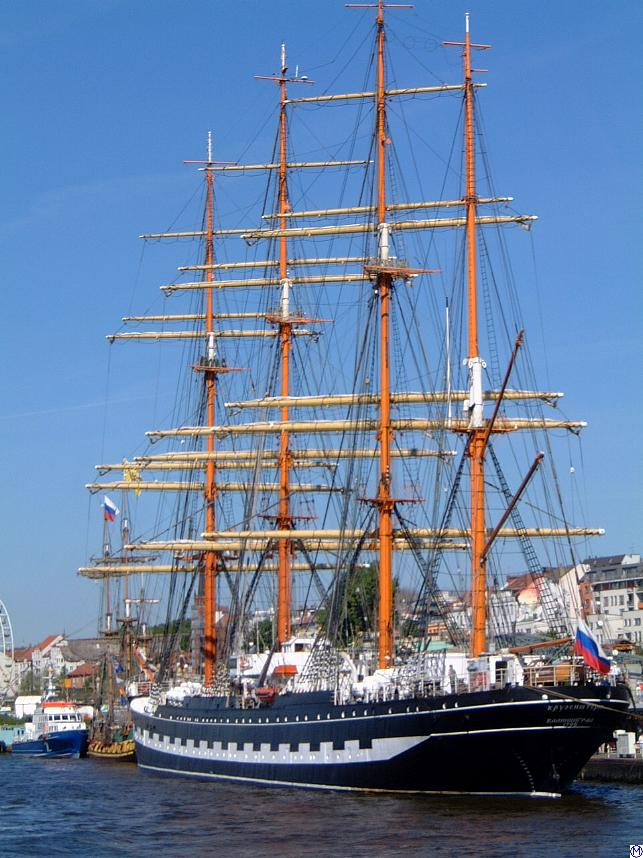
Krusenstern, das letzte Fracht-Segelschiff

Der Windjammer ist der Nachfolger der Klipper, als diese ihr Einsatzgebiet mit schnellen, weiten Reisen für hochwertige Güter an die Dampfer abtreten mussten. Den größeren Windjammern mit mehr Laderaum blieb der Transport von billigen Massengütern über weite Strecken, der kostengünstig erfolgen musste. Deshalb wurde die Takelung der Windjammer vereinfacht, aber mit zunehmender Größe der Schiffe weiter vergrößert. Insbesondere wurde wieder ein vierter Mast eingeführt, der zunächst auch rahgetakelt war. Dies bewährte sich jedoch nicht, und so wurde die Viermastbark zum typischen großen Windjammer. Die aufwendig zu bedienenden Leesegel entfielen, die Masten wurden einheitlich konstruiert und nur noch geringfügig in der Höhe des Untersegels und Untermastes variiert. Mit den Windjammern kamen die ersten ganz aus Eisen oder Stahl gebauten Schiffe auf. Eine Weiterentwicklung des Fünfmastschiffes, das in nur wenigen Exemplaren gebaut wurde, unterblieb gegen die aufkommende Konkurrenz der Dampfschiffe. Der letzte Windjammer, der als Frachtschiff gebaut wurde, ist die 1926 fertiggestellte Padua, die unter dem Namen Kruzenshtern weiterhin (Stand 2022) im Einsatz auf See ist.

## Gegenwart und Zukunft
Die heutige Segelschifffahrt wird mit Freizeitschiffen, Sportbooten, Tourismusangeboten, Nostalgie- und einigen Ausbildungsschiffen betrieben, was einige Tausend vor allem kleinere Schiffe umfasst.
Nach der Ölkrise 1973 und dem darauf folgenden Anstieg der Treibstoffkosten gab es Versuche, den Segelantrieb auch in der kommerziellen Frachtschifffahrt wiederzubeleben. In Japan wurden im Laufe der 1980er Jahre 17 Frachter mit Hilfssegeln aus Aluminium ausgerüstet, die computergesteuert jeweils in die günstigste Position zum Wind gedreht wurden. Damit konnte bis zu 30 % des Treibstoffs gespart werden. Auch in Europa gab es ähnliche Entwicklungen. Als die Ölpreise gegen Ende der 1980er Jahre wieder sanken, wurden die meisten dieser Schiffe jedoch wieder auf konventionelle Art betrieben.
Seit 2009 segelt die Tres Hombres, ein ehemaliger Kriegsfischkutter, der als Brigantine neu getakelt wurde, im Frachtverkehr zwischen Nordeuropa und Karibik.

### SkySails
Der starke Anstieg der Rohölpreise ab den späten 1990er Jahren hat aber inzwischen die lange Zeit unrentable Idee wieder in den Vordergrund gerückt. So wurde von dem Wirtschaftsingenieur Stephan Wrage zu diesem Zweck ein Drachensegel entwickelt. Bei einem Test des vom Entwickler Himmelssegel genannten und mittels seiner Firma SkySails gebauten Prototypen in der Ostsee erwies sich das System als praktikabel. Mittels Helium und Druckluft wurde das 5000 m² große Segel aus hoch reißfesten Textilien in eine optimale Form gebracht und mittels einer einzigen Leine auf 100 Metern Höhe gefahren. Mittels einer Steuergondel konnte der Drachen in die Position mit der stärksten Windschubkraft gelenkt werden. Ein kommerzieller Anwendungsversuch wurde zusammen mit der größten deutschen Reederei für Schwergutfracht, der Beluga Group, geplant. Deren Reeder Niels Stolberg hofft, bei einem normalen Schwergutfrachter die Hälfte des Tagestreibstoffverbrauchs von drei bis vier Tonnen und damit 1200 Dollar einzusparen.
Die Jungfernfahrt des 132 Meter langen Prototypen Beluga SkySails begann am 22. Januar 2008 in Bremerhaven und führte über Guanta (Venezuela) nach Davant (Mississippi) zum Endpunkt der Fahrt nach Mo i Rana (Norwegen), der am 13. März 2008, nach 11.952 Seemeilen, erreicht wurde.

### Dynaship

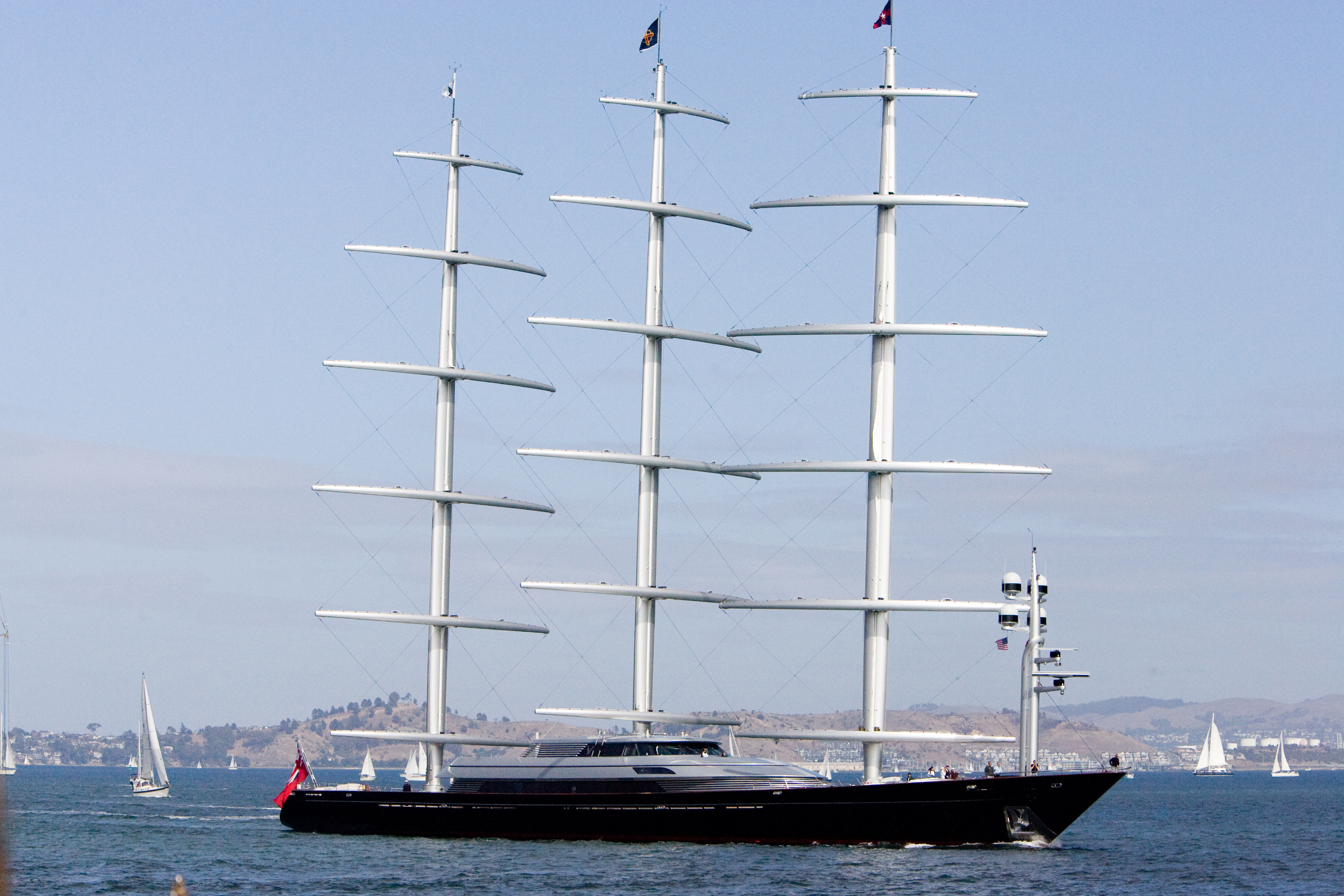
Die Maltese Falcon: ein modernes Dynaship

Mit dem Namen Dynaship wird eine neue Entwicklung im Bereich der Segelschiff bezeichnet, wobei moderne Rahsegelflächen an drehbaren Masten eine geschlossene Segelfläche (im Vergleich zu historischen Rahsegeln) bilden.

### Rotorschiff
Eine Sonderform der Nutzung des Windes für den Schiffsantrieb ohne konventionelle Segel sind die sogenannten Rotorschiffe, die ein oder mehrere Flettner-Rotoren anstelle klassischer Segel führen. Ursprünglich von Anton Flettner in den 1920er Jahren entwickelt konnte sich der Schiffstyp zunächst nicht durchsetzen. Aufgrund der steigenden Energiepreise wird das Konzept jedoch seit den 1980er Jahren vereinzelt wieder aufgegriffen.

## Historische Literatur
- Christian F Möller: Auf großer Fahrt. Historische Segelschiffe nach dem Bildwerk von 1839. Eingeleitet von Lars U. Scholl. Harenberg, Dortmund (= Die bibliophilen Taschenbücher. Band 292).